# Metridium canum
Metridium canum — вид актиній родини Metridiidae.

## Поширення
Вид поширений на південному заході Тихого океану у морях навколо Нової Зеландії та островів Кермадек. Його типове середовище існування – пісок або мул, де він прикріплюється до нижньої сторони каменів.

## Опис
M. canum має циліндричне тіло діаметром приблизно 10 мм, яке ширше біля основи, ніж висота в скороченому вигляді. Цинкліди (спеціальні пори) присутні у верхній частині колони, а на ротовому диску є чотири або п'ять завитків скупчених щупалець. Всередині є сорок п'ять пар брижів в чотирьох серіях, що відходять від стінки тіла. Ця морська анемона сірого кольору, щупальця іноді мають чорні кінці.